# Morgan Gibbs-White
Morgan Anthony Gibbs-White (* 27. ledna 2000 Stafford) je anglický profesionální fotbalista, který hraje na pozici ofensivního záložníka za anglický klub Nottingham Forest FC a za anglický národní tým do 21 let.

## Klubová kariéra

### Wolverhampton Wanderers
Gibbs-White je odchovancem Wolverhamptonu Wanderers, do akademie nastoupil ve věku 8 let. 7. ledna 2017, ve věku 16 let, debutoval při výhře 2:0 nad Stoke City ve 3. kole FA Cupu, když v 62. minutě vystřídal Joa Masona. Svůj první ligový zápas odehrál 14. února 2017 při domácí porážce 0:1 proti Wiganu Athletic v EFL Championship.
V lednu 2018 podepsal Gibbs-White novou smlouvu do léta 2022. V Premier League poprvé nastoupil v prvním domácím zápase sezóny 2018/19 proti Evertonu. Jako náhradník nastoupil také do domácího zápasu proti Tottenhamu Hotspur, i přes prohru 3:2 oslnil fanoušky svým výkonem.
V základní sestavě v zápase Premier League se poprvé objevil 5. prosince 2018 v domácím zápase s Chelsea, ve kterém asistoval na gól Raúla Jiménez při výhře 2:1. 15. srpna 2019 vstřelil svůj první gól za Wolves při výhře 4:0 proti arménskému týmu FC Pjunik v předkole Evropské ligy.

#### Swansea City (hostování)
Dne 25. srpna 2020 podepsal novou tříletou smlouvu s Wolves a poté odešel na roční hostování do druholigového týmu Swansea City. Svůj první gól za Swansea vstřelil 12. září při výhře 1:0 proti Prestonu North End. Gibbs-White si 3. října zlomil nohu v domácím zápase proti Millwallu, díky čemuž vynechal tři měsíce sezóny. Další zápas odehrál až 2. ledna 2021 v utkání proti Watfordu.

#### Návrat do Wolves
Gibbs-White byl povolán zpátky z hostování do Wolves 6. ledna 2021. Svůj první gól v Premier League (ve svém 41. zápase v soutěži) vstřelil 9. května 2021, a to vítěznou branku při vítězství 2:1 nad Brightonem na Molineux.

#### Sheffield United (hostování)
Gibbs-White odešel 31. srpna 2021 na hostování do Sheffieldu United do konce sezóny 2021/22, poté, co v prvních týdnech sezóny odehrál 3 zápasy za Wolves.

## Reprezentační kariéra
Gibbs-White byl součástí anglického týmu, který vyhrál Mistrovství světa do 17 let 2017 v Indii. Na turnaji dvakrát skóroval, proti USA ve čtvrtfinále (vítězství 4:1) a jednou ve finále, které Anglie vyhrála 5:2 proti Španělsku.
Dne 27. května 2019 byl Gibbs-White povolán do anglického týmu na Mistrovství Evropy do 21 let v roce 2019 v Itálii. Debutoval 24. června v zápase proti Chorvatsku na stadionu v San Marinu, kde vystřídal na posledních 17 minut Jamese Maddisona.

## Statistiky

### Klubové
K 20. prosinci 2021
| Klub                     | Sezóna  | Liga           | Liga   | Liga | FA Cup | FA Cup | EFL Cup | EFL Cup | Ostatní | Ostatní | Celkem | Celkem |
| Klub                     | Sezóna  | Liga           | Zápasy | Góly | Zápasy | Góly   | Zápasy  | Góly    | Zápasy  | Góly    | Zápasy | Góly   |
| ------------------------ | ------- | -------------- | ------ | ---- | ------ | ------ | ------- | ------- | ------- | ------- | ------ | ------ |
| Wolverhampton Wanderers  | 2016/17 | Championship   | 7      | 0    | 1      | 0      | 0       | 0       | —       | —       | 8      | 0      |
| Wolverhampton Wanderers  | 2017/18 | Championship   | 13     | 0    | 2      | 0      | 0       | 0       | —       | —       | 15     | 0      |
| Wolverhampton Wanderers  | 2018/19 | Premier League | 26     | 0    | 3      | 0      | 2       | 0       | —       | —       | 31     | 0      |
| Wolverhampton Wanderers  | 2019/20 | Premier League | 7      | 0    | 1      | 0      | 1       | 0       | 7       | 1       | 16     | 1      |
| Wolverhampton Wanderers  | 2020/21 | Premier League | 11     | 1    | 2      | 0      | —       | —       | —       | —       | 13     | 1      |
| Wolverhampton Wanderers  | 2021/22 | Premier League | 2      | 0    | 0      | 0      | 1       | 1       | —       | —       | 3      | 1      |
| Wolverhampton Wanderers  | Celkem  | Celkem         | 66     | 1    | 9      | 0      | 4       | 1       | 7       | 1       | 86     | 3      |
| Swansea City (host.)     | 2020/21 | Championship   | 5      | 1    | —      | —      | 1       | 0       | —       | —       | 6      | 1      |
| Sheffield United (host.) | 2021/22 | Championship   | 16     | 5    | 0      | 0      | —       | —       | —       | —       | 16     | 5      |
| Celkem                   | Celkem  | Celkem         | 87     | 7    | 9      | 0      | 5       | 1       | 7       | 1       | 108    | 9      |

## Ocenění

### Klubové

#### Wolverhampton Wanderers
- EFL Championship: 2017/18[22]

### Reprezentační

#### Anglie U17
- Mistrovství světa do 17 let: 2017[23]